# Annemarie Matzke

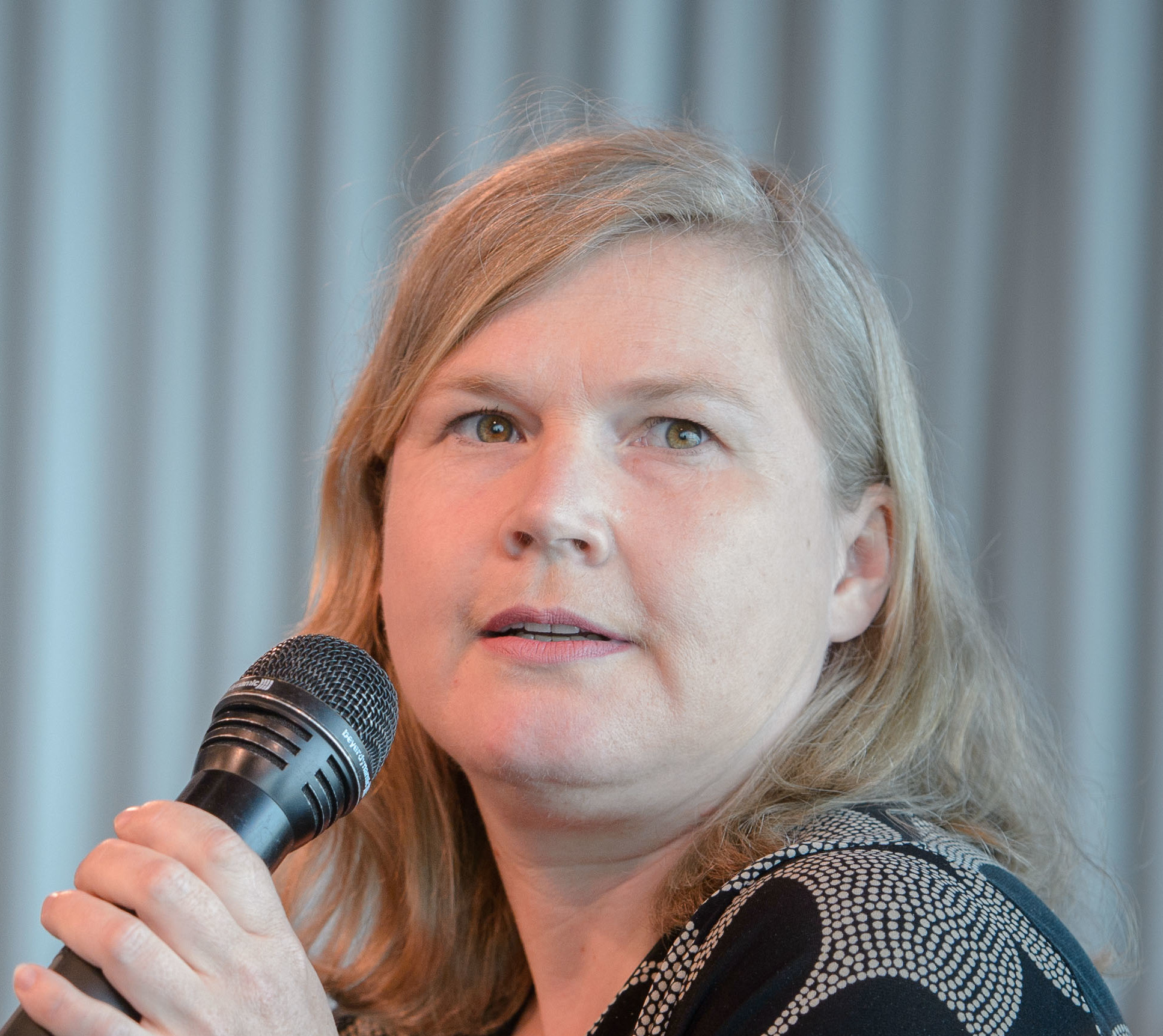
Annemarie Matzke, 2015

Annemarie (Mieke) Matzke (* 1972 in Braunschweig) ist eine deutsche Performance-Künstlerin und Theaterwissenschaftlerin.

## Leben und Werk
Annemarie Matzke studierte Angewandte Theaterwissenschaft an der Justus-Liebig-Universität Gießen. In ihrer Diplomarbeit befasste sie sich mit Christoph Schlingensief und in ihrer Dissertation an der Universität Hildesheim mit Rollenspiel und Authentizität im zeitgenössischen Theater. Nachdem sie als Mitarbeiterin am Institut für Theaterwissenschaft der FU Berlin tätig war, ist sie seit Herbst 2009 Professorin für experimentelle Theaterformen an der Universität Hildesheim. Gemeinsam mit Barbara Gronau leitet sie die Arbeitsgruppe „Theorie und Praxis des Theaters“ in der Gesellschaft für Theaterwissenschaft.
Als Schauspielerin wirkte sie unter dem Namen Mieke Matzke mit in Produktionen u. a. von Stefan Pucher, Ulrike Willberg und Hartmut El Kurdi. Mieke Matzke ist Gründungsmitglied der Performance-Gruppe She She Pop. 2011 wurde sie mit der Inszenierung Testament zum Theatertreffen eingeladen.
Annemarie Matzke lebt in Berlin.

## Veröffentlichungen
- Annemarie Matzke: Testen, Spielen, Tricksen, Scheitern. Formen szenischer Selbstinszenierung im zeitgenössischen Theater. Georg Olms Verlag, Hildesheim 2005, ISBN 3-487-12800-4.
- Annemarie Matzke, Hajo Kurzenberger (Hrsg.): TheorieTheaterPraxis. Theater der Zeit, Berlin 2003, ISBN 3-934344-29-1.
- Annemarie Matzke, Hans-Friedrich Bormann; Gabriele Brandstetter (Hrsg.): Improvisieren: Paradoxien des Unvorhersehbaren. Kunst – Medien – Praxis. Transcript, Bielefeld 2011, ISBN 978-3-8376-1274-5.
- Annemarie Matzke: Arbeit am Theater. Eine Diskursgeschichte der Probe. Transcript, Bielefeld 2012, ISBN 978-3-8376-2045-0.
- Annemarie Matzke, Christel Weiler, Isa Wortelkamp (Hrsg.): Das Buch von der Angewandten Theaterwissenschaft. Alexander Verlag, Berlin 2012, ISBN 978-3-89581-273-6.